# Појана Маре (Прахова)
Појана Маре (рум. Poiana Mare) насеље је у Румунији у округу Прахова у општини Старкиожд. Oпштина се налази на надморској висини од 602 m.

## Становништво
Према подацима из 2002. године у насељу је живело 202 становника, од којих су сви румунске националности.